# ФК Фебуш
ФК Фебуш (мађ. Phöbus FC), је мађарски фудбалски клуб из Будимпеште.

## Историја
ФК Фебуш је дебитовао у првој лиги мађарске у сезони 1936/37.. Ту сезону ФК Зугло је завршио на четвртом месту.

## Промена имена
- 1932–1939: ФК Фебуш
- 1939–1950: Спортско удружење Фебуш
- 1950: сјединио се са ФК Електромош (Elektromos FC)